# Achra Avidzba
Achra Ruslanovič Avidzba (abchazsky Ахра Руслан-иԥа Аҩӡба, rusky Ахра Русланович Авидзба, 27. ledna 1986, Soči) je abchazský voják a politický aktivista. Je bývalým účastníkem války na východní Ukrajině, kde působil na straně ozbrojených sil mezinárodně neuznané Doněcké lidové republiky a zastával funkci velitele zahraničního batalionu Oplot pod přezdívkou Abchaz. Dosáhl hodnosti plukovníka. V Abcházii v roce 2020 proslul jako jedna z klíčových postav nepokojů, jejichž následkem byl svržen dosavadní prezident země Raul Chadžimba.

## Biografie
Avidzba se narodil 27. ledna 1986 v ruském Soči, kousek za hranicemi své domoviny. Jeho otec Ruslan Avidzba pochází z vesnice Aacy v okresu Gudauta Abchazské ASSR a matka z nedaleké vesnice Lychny. Achrův otec i oba jeho strýcové bojovali v letech 1992 až 1993 ve válce v Abcházii za nezávislost jejich země, zatímco Achra vyrůstal za hranicemi v Rusku. Do Abcházie se mladý Avidzba přestěhoval až v roce 2011, kdy absolvoval studium na sočské pobočce Ruské univerzity družby národů.

### Vojenská kariéra na Donbase
V roce 2008 se účastnil jako dobrovolník Války v Jižní Osetii na straně Ruska a měl být nasazen přímo na území Jižní Osetie, avšak bojových operací se nakonec nezúčastnil, neboť válka brzy skončila. Na své první válečné zkušenosti si tedy musel počkat.
Příležitost se naskytla v roce 2014, když vypukl další postsovětský konflikt na Donbase. V létě toho roku se tedy vypravil do oblasti bojů se skupinou 20 dobrovolníků. 27. července 2014 se se svou družinou přidal k batalionu Oplot, jenž bránil vznikající Doněckou lidovou republiku. V rámci Oplotu utvořil mezinárodní jednotku, jež byla pojmenována Pjatnaška (nynější 2. brigáda speciálních jednotek mírobrany Doněcké lidové republiky) S tímto vojenským uskupením se aktivně účastnil bojů na kopci Savur-Mohyla a bojů při srpnové ofenzívě povstalců, jakými byly bitva o Ilovajsk či bitva o Marinku. Dále byl nasazen v bojích o Debalceve, v tzv. debalcevském kotli a v táhnoucích se bitvách o Doněcké letiště.
V letech 2015 až 2016 pokračoval v batalionu, získal hodnost plukovníka a titul „hrdina Donbasu“, a na východní Ukrajině se podruhé oženil s Julií Ovčarenkovou, se kterou má tři děti a další dvě měl z předchozího manželství. V roce 2016, kdy již nejhorší boje byly skončené, ukončil své působení jako velitel 2. brigády speciálních jednotek mírobrany Doněcké lidové republiky. Střídavě žil v Abcházii a v Doněcké lidové republice a začal se věnovat politice.

### Politická kariéra
Svou politickou kariéru se pokusil nastartovat v roce 2017, kdy neúspěšně kandidoval na poslance při volbách do Abchazského lidového shromáždění. Politickou funkci nezískal, místo toho se stal politickým aktivistou, k čemuž mu dopomáhala i reputace, kterou získal během války na východě Ukrajiny o Donbas.
Jeho chvíle přišla v roce 2019 a pak na začátku roku 2020, kdy po prezidentských volbách probíhaly v Suchumi protivládní nepokoje a protesty, do jejich čela se postavil on sám. Koncem listopadu 2019 se totiž narychlo vrátil do Abcházie z Donbasu, aby vyšetřil přestřelku v suchumské restauraci San Remo z 22. listopadu, při níž byl zavražděn jeho bratranec a vor v zakoně Alchas Avidzba a další dvě osoby. Achra Avidzba tedy shromáždil dav tvořený příbuznými a jeho sympatizanty a s nimi začal za pomocí demonstrací a urgencí tlačit na vládní činitele. Díky tomuto stálému tlaku se domohl toho, že byli už 2. prosince 2019 ze svých funkcí vyhozeni ministr vnitra Garri Aršba a generální prokurátor Zurab Ačba.
Tyto události vyvrcholily v celonárodní nepokoje, jakmile byly Nejvyšším soudem Republiky Abcházie zrušeny výsledky předešlých voleb a bylo nařízeno opakování voleb. Ty nakonec vedly k pádu prezidenta Raula Chadžimby a k předčasným prezidentským volbám. 9. ledna 2020, kdy Nejvyšší soud projednával odvolání opozičního kandidáta Alchase Kviciniji proti výsledkům předešlých voleb, shromáždil Avidzba tisícihlavý protestující dav v Suchumu, s nimiž obklíčil budovy Nejvyššího soudu i sídla prezidenta. Protestující dav brzy vnikl dovnitř sídla prezidenta, vyraboval ho a žádal Chadžimbovu rezignaci. Policie proti účastníkům akce nezasáhla. Avidzba poté dorazil přímo do budovy Nejvyššího soudu, aby tam přesvědčil přítomné zástupce opozice proti Chadžimbovi, aby následovali „lid“.
K večeru 12. ledna 2020 měl Avidzba projev ke svému davu protestujících, jenž se opět shromáždil před prezidentským palácem. Zde projevil své rétorické nadání a vyzval účastníky protestů, že následující den se slaví velký abchazský svátek Stvoření světa, a v plamenné řeči obvinil Raula Chadžimbu, že je viníkem všech událostí, jež měly souvislost s nepokoji, tedy že je všechny drží zde a nedává jim možnost se rozejít. Zároveň vyzval protestující, aby nebrali do rukou zbraně, a dále plamenně spílal Chadžimbovi. Během této demonstrace Chadžimba, jenž se skrýval na prezidentské dače, podlehl tlaku a rezignoval na svůj úřad.
Dle článku deníku Novaja Gazeta se při událostech z ledna 2020 stal Achra Avidzba jedním z nejznámějších představitelů mladé generace Abchazů, kteří se účastnili protestů. O Avidzbovi se tehdy spekulovalo, že se při jmenování nové vlády stane abchazským ministrem vnitra.
V nových prezidentských volbách nakonec zvítězil kandidát opozice Aslan Bžanija, který si 11. června 2020 vybral Avidzbu do svého týmu v prezidentské kanceláři coby asistenta pro věci zahraniční politiky.
Ve funkci ale nevydržel dlouho kvůli svému skandálnímu chování. 7. srpna 2020 se totiž vracel z pracovní cesty z Ruska a na hranicích mu bylo zakázáno opustit ruské území pohraniční stráží. Dle jeho vlastních slov ho zadržovali na hranicích celých pět hodin. Ruští pohraničníci ho odmítali pustit přes hranici, dokud Avidzba nezaplatí dlužné daně z nemovitosti v Soči a silniční daně za auta, které vlastní. Nakonec to na hranicích nevydržel a ve své černé Toyotě se rozjel proti hraniční bráně, kterou automobilem prorazil, aby překročil hranicí do Abcházie nelegálně. Ačkoliv pak z Abcházie dlužnou částku uhradil, jeho jednání způsobilo značný rozruch.
O dva měsíce později, dne 2. října, se do Ruska vrátil, ale byl tamní policií zatčen a předběžným opatřením soudu umístěn do vazby na deset dnů za svůj přečin neuposlechnutí pokynů pohraniční stráže a za ilegální překročení státní hranice. Dne 26. října mu soud v Soči vyměřil za tyto přečiny pokutu ve výši 100 tisíc rublů. Po tomto trestu, jenž uzavřel Avidzbovu pohraniční aféru, rezignoval dne 9. listopadu 2020 na svou funkci asistenta prezidenta republiky. Jako důvod rezignace uvedl své zklamání a ztrátu víry ve společnou věc a v prospěšnost jeho práce v politickém týmu, jenž navzdory proklamacím nedostojí svým slovům nutnými činy.

### Zatčení
Avidzba po své rezignaci zmizel z veřejného života. Avšak 2. března 2021 se opět připomněl svou účastí v protestu před budovou Abchazské lidového shromáždění, kde se sešel dav zhruba dvou set sympatizantům opozice proti asistentovi prezidenta Bžaniji ve věcech ekonomiky Benuru Kvirajovi, o němž prosákly na veřejnost informace, že byl spolu se dvěma dalšími muži vyslán na tajná vyjednávání s gruzínskou stranou. Zde nejen Avidzba vyjádřili nespokojenost s politickými kroky vedení země. Avidzba na tomto shromáždění opozice vyhlásil, že bude zakládat nové politické hnutí.
Avšak 4. března 2021 byl v Suchumu zatčen, když se dostavil na výslech do budovy Státní bezpečnostní služby Republiky Abcházie ve věci trestní kauzy na území Abcházie a odmítl spolupracovat s vyšetřovateli tajné policie. Sám byl tedy obviněn z nezákonného ozbrojování spáchaného v organizované skupině. Spolu s ním skončilo v rukách policie pět dalších osob ze zahraničí, kteří byli umístěni do vazby. Mezi spoluobviněnými byli: Stanislav Kulta („Gambit“) — občan Ukrajiny z Oděsy, jenž se účastnil oděských událostí ze dne 2. května 2014 jako jeden z organizátorů, později bojoval na Donbase v batalionu „Motorola“, a zajímala se o něj ukrajinská SBU; Talech Hasanov — občan Ukrajiny z Doněcka; Aslan Gutižov — občan Ruska, bývalý policejní důstojník z Nalčiku; Andrej Loktionov — občan Ukrajiny, bývalý šéf ostrahy strojírenského podniku v Jasynuvatě; Vladimir Ščerbakov — občan Ukrajiny z Doněcka. Jako jediný byl soudem propuštěn z vazby dne 9. března.
Po Avidzbově zatčení se před budovou Státní bezpečnostní služby shromáždil dav jeho příznivců a členů rodiny, kteří žádali jeho propuštění. Napětí hrozilo přerůst v nové nepokoje nebo dokonce v ozbrojený převrat v zemi, zejména v souvislosti s blížícím sjezdem politického hnutí válečných veteránů Aruaa, jež se stavělo nepřátelsky vůči administrativě prezidenta Bžaniji. Abchazská policie provedla 5. března domovní prohlídku v Avidzbově bytě a nalezla dva kulomety, dvě protitankové rakety, sedm útočných pušek, jednu karabinu a zásobu 3 194 kusů munice. Na začátku dubna bylo s Avidzbou projednáváno prodloužení vazebního stíhání. Během líčení Avidzba odmítal přiznat vinu za čin nezákonného ozbrojování, hájil se, že je souzen pro své přesvědčení a pro svůj styl říkat věci, které se mu nelíbí, nahlas. Také připomněl vraždu svého bratrance, kdy pachatelé stále ještě nebyli potrestáni. Ve skutečnosti ale vyšetřování událostí z konce roku 2019 pokračovalo a dosud nepotrestaní vrazi jeho bratrance byli 30. dubna postaveni před soud také.
Dne 11. června 2021 se konal u okresního soudu v Gulrypši proces s Achrou Avidzbou i s pěticí spoluobviněných. Avidzba byl uznán vinným z nezákonného ozbrojování a odsouzen k tříletému podmíněnému trestu a k pokutě 10 000 rublů. U spoluobviněných soud neshledal důkazy jejich viny a zprostil je všech obvinění.